# Ретвизан (линейный корабль, 1783)
«Ретвизан» (швед. Rättvisan; Справедливость) — 64-пушечный парусный линейный корабль. После спуска на воду в 1783 году входил в состав шведского флота, принимал участие в русско-шведской войне 1788—1790 годов. Был захвачен русскими моряками после Выборгского сражения в 1790 году и включен в состав русского флота. В его составе принял участие в голландской экспедиции 1799 года, второй архипелагской экспедиции 1805—1807 годов. После сдачи в 1808 году в Лиссабоне английской эскадре, был в 1813 году официально продан английскому правительству. В последующем имя «Ретвизан» было присвоено целому ряду военных кораблей в русском флоте.
В Санкт-Петербурге паруснику посвящен небольшой фонтан в Красногвардейском районе.

## История

### Строительство и шведский флот
«Ретвизан» был заложен 19 июля 1783 года на верфи города Карлскруна. Строительство велось по чертежам и под руководством известного шведского кораблестроителя Фредерика Хенрика Чапмана и 2 сентября того же года корабль был спущен на воду и включён в состав шведского флота. Под шведским флагом принял участие в русско-шведской войне 1788—90 годов, 6 (19) июля 1788 года сражался в Гогландском сражении.

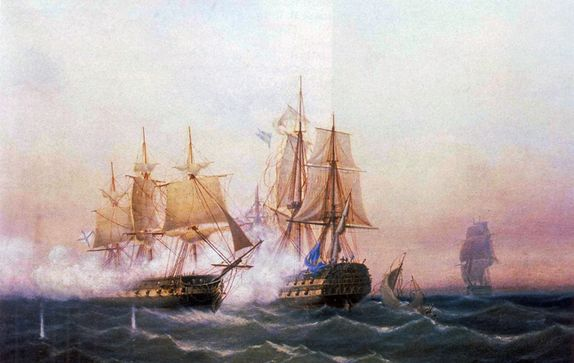
К. В. Шаренберг. Захват фрегатом «Венус» шведского линейного корабля «Ретвизан» 23 июня 1790 года

23 июня (4 июля) 1790 года, на следующий день после неудачного для шведов Выборгского сражения, сильно поврежденный и отставший от уходящей шведской эскадры, был настигнут под Свеаборгом русскими 44-пушечным фрегатом «Венус» под командованием капитана 2-го ранга Р. В. Кроуна и 66-пушечным линейным кораблём «Изяслав» и после полуторачасового боя сдался в плен команде «Венуса».

### Русский флот
После включения в состав Балтийского флота Российской империи в 1791 году находился в практическом плавании в Финском заливе, а в 1792—94 годах стоял в Ревеле.
21 июня (2 июля) 1795 года в составе эскадры вице-адмирала П. И. Ханыкова вышел из Ревеля к берегам Англии. 27 июля (7 августа) русские корабли прибыли в порт Доунс, где присоединились к английской эскадре адмирала Дункана и до сентября 1796 года принимал участие в совместных действиях с английским флотом против Франции в Северное море. 24 сентября (5 октября) 1796 года в составе эскадры П. И. Ханыкова вышел с Ширнесского рейда и 14 ноября (25 ноября) прибыл в Кронштадт.
В июне — июле 1797 года «Ретвизан» в составе эскадры находился в практическом плавании. В августе 1797 года был поставлен в док, где для строительства по его образцу 66-пушечных кораблей с него были сняты чертежи.
Во время войны второй коалиции 1799—1802 годов принял участие в голландской экспедиции. 26 мая (6 июня) 1798 года перешёл из Кронштадта в Ревель и 29 мая (9 июня) в составе эскадры контр-адмирала M. К. Mакарова вышел к берегам Англии для совместных действий с английским флотом против Франции и Голландии. 3 (14) июля у острова Tексел вместе с другими русскими кораблями присоединился к английской эскадре вице-адмирала Онслоу и начал крейсировать и блокировать побережье Батавской республики. 22 июля (2 августа) 1799 года в составе эскадры под общим командованием адмирала Дункана подошел к берегам Голландии, а 11 (22)—16 (27) августа конвоировал к берегу транспорты с десантом, 16 (27) августа сел на мель, но смог самостоятельно сняться с неё. 19 (30) августа находился в составе эскадры вице-адмирала Mитчелла, когда она прибыла на рейд Tекселя и на следующий день принудила сдаться стоявший там голландский флот. 19 июня (1 июля) 1800 года корабль продолжал крейсировать в Северное море в составе объединенных русско-английских сил, когда во главе эскадры под флагом контр-адмирала П. В. Чичагова вышел из Портсмута и 21 июля (2 августа) прибыл в Кронштадт.
В 1803—04 годах был тимберован в Кронштадтском доке. 13 (25) октября 1804 года, приняв на борт 1-й морской полк, во главе эскадры вышел из Кронштадта. Пройдя по маршруту Копенгаген — Ла-Манш — Портсмут — мыс Финистерре — мыс Сент-Винсент — Гибралтар — остров Менорка — остров Mайорка, 11 (23) января 1805 года прибыл на Корфу. После начала войны третьей коалиции в ноябре 1805 года в составе эскадры доставил русские войска в Неаполь, но после поражения под Аустерлицем эвакуировал их обратно на Корфу.

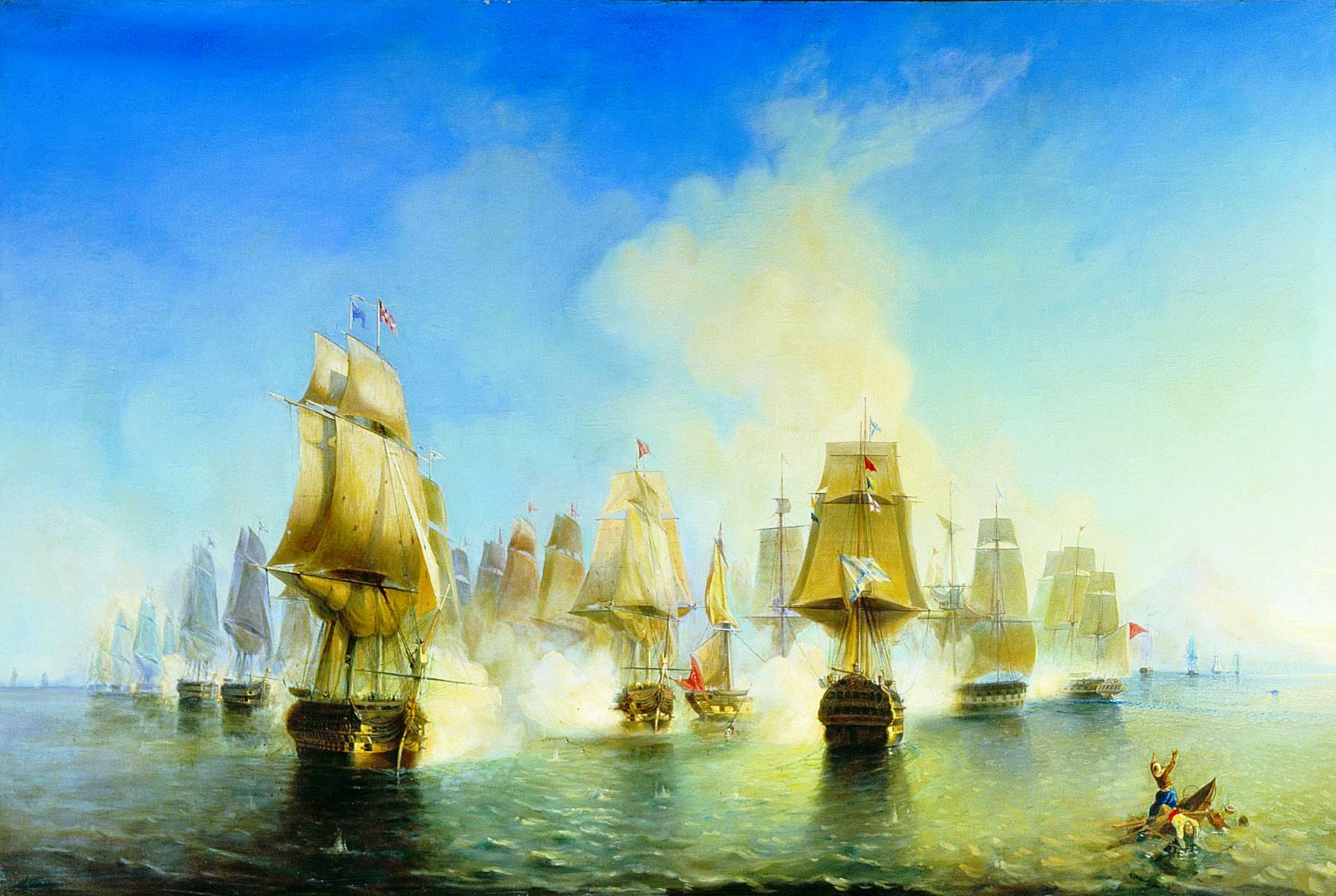
А. П. Боголюбов. «Афонское сражение 19 июня 1807 года»

После начала русско-турецкой войны 1806—12 годов вошёл в состав эскадры вице-адмирала Д. H. Сенявина и принял участие в боевых действиях против османского флота. 10 (22) февраля 1807 года в составе русской эскадры, находясь под флагом контр-адмирала А. С. Грейга вышел из Корфу. 23 февраля (7 марта) эскадра прибыла к проливу Дарданеллы, а 1 (13) марта отряд кораблей, возглавляемый «Ретвизаном» подошел к острову Tенедос и захватил его. Пытаясь выманить турецкий флот, стоящий в Дарданеллах, во главе отряда кораблей, 31 (19) марта — 22 марта (3 апреля) осуществил демонстрацию к Салоникам, а 24 апреля (6 мая) — 1 (13) мая в районе Смирны и острова Хиос. 10 (22) мая первым начал Дарданелльское сражение, а затем во главе отряда был послан отрезать отставшие турецкие корабли, атаковал их утром 11 (23) мая, нанёс сильные повреждения, но не смог помешать им уйти в Дарданелльский пролив. С 18 (30) мая в составе эскадры участвовал в блокаде Дарданелл, крейсировал у острова Лемнос. В Афонском сражении 19 июня (1 июля) атаковал турецкий авангард, а на следующий день с отрядом преследовал отставшие турецкие суда, но турки посадили их на мель и сожгли. С 25 июня (7 июля) по 25 августа (6 сентября) находился на Tенедосе, а 14 (26) сентября прибыл в Корфу.
После заключения Тильзитского мира, 19 сентября (1 октября) 1807 года «Ретвизан» в составе русской эскадры вышел из Корфу в Россию. 5 (17) октября эскадра прошла Гибралтар, но, столкнувшись с сильными встречными ветрами, была вынуждена зайти в Лиссабон. После объявления Россией войны Великобритании, русские корабли 30 октября (11 ноября) были блокированы в Лиссабоне превосходящими силами британского флота до августа 1808 года. После подписания соглашение об интернировании 31 августа (12 сентября) 1808 года эскадра под конвоем английских кораблей вышла в море и 26 сентября (8 октября) прибыла в Портсмут.

### В Англии
29 сентября (11 октября) 1808 года на «Ретвизане» были спущены Андреевский флаг, вымпел и гюйс, экипаж съехал на берег, а 9 (21) сентября 1809 года на английских транспортах доставлен в Ригу. В 1813 году корабль был продан Англии, но все оставшиеся в хорошем состоянии орудия были сняты и перевезены в Россию.

## Командиры
Командирами корабля «Ретвизан» в русском флоте в разное время служили:
- А. С. Шишков (1791 год);
- Ф. T. Быченский (1792 год);
- П. В. Чичагов (1795—1797 годы);
- А. С. Грейг (1798—1806 годы);
- M. M. Ртищев (1806—1808 годы).